# 東山梨行政事務組合
東山梨行政事務組合（ひがしやまなしぎょうせいじむくみあい、英：East Yamanashi Administrative Affairs Association）は、山梨県山梨市、甲州市及び笛吹市の3市が設立している一部事務組合。

## 概要

### 事務所
- 甲州市塩山西広門田385

### 主な事務内容
- 常備消防に関する事務（山梨市、甲州市）
- 液化石油ガス及び電気用品の保安に関する事務（山梨市、甲州市）
- 緊急通報システムに関する事務（山梨市、甲州市）
- 介護保険の要介護認定及び要支援認定に係る審査及び判定に関する事務（山梨市、甲州市）
- 障害者自立支援法の介護給付に係る障害程度区分の審査及び判定に関する事務（山梨市、甲州市）
- 斎場（東山聖苑）の設置、管理及び運営に関する事務（山梨市、甲州市、笛吹市の旧春日居町域）

### 組織
- 組合議会
  - 議員定数：18人（山梨市：8人、甲州市：8人、笛吹市：2人）
- 執行機関
  - 管理者：1人（関係市の長の互選）
  - 副管理者：2人（関係市の長の互選）
  - 会計管理者：1人（管理者の属する市の会計管理者）
  - 監査委員：2人

## 常備消防事務

### 概要
- 消防本部：甲州市塩山西広門田385

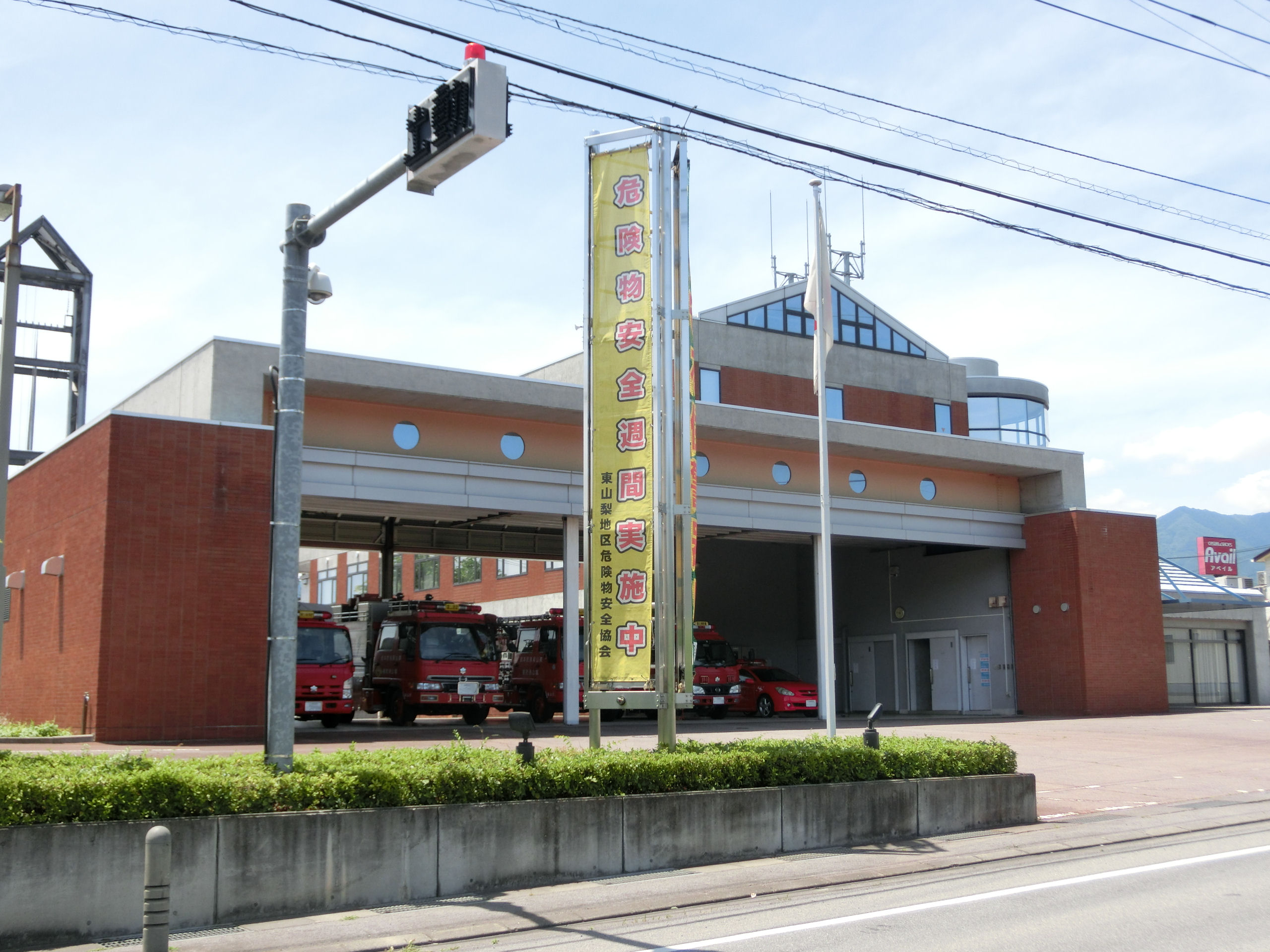
東山梨消防本部

- 消防本部名称：東山梨行政事務組合東山梨消防本部
- 管内面積：553.88km2
- 職員定数：110人
- 消防署2カ所、分署2カ所
- 主力機械（2023年7月1日現在）
  - 消防ポンプ自動車：2
  - 水槽付消防ポンプ自動車：3
  - はしご付消防自動車：1
  - 化学消防自動車：1
  - 救助工作車：1
  - 救急自動車：5
  - 資機材搬送車：1
  - 山岳救助資機材搬送車：1
  - 多目的運搬車：1
  - 指令車等：7

### 沿革
- 1972年7月1日　東山梨消防組合の設立が許可される。
- 1972年9月1日　東山梨消防本部が発足する。
- 1973年5月1日　東山梨消防本部・塩山消防署が落成し、実動開始する。
- 1974年4月2日　春日居分署が落成し、実動開始する。
- 1974年4月3日　勝沼分署が落成し、実動開始する。
- 1974年4月4日　山梨消防署が落成し、実動開始する。
- 1974年5月22日　牧丘分署が落成し、実動開始する。
- 1975年1月31日　はしご付消防ポンプ自動車を山梨消防署へ配置し、化学消防ポンプ自動車を塩山消防署へ配置する。
- 1977年12月20日　中央自動車道勝沼～大月間開通により救急業務を開始する。
- 1982年11月10日　中央自動車道全線開通により勝沼～一宮御坂間下り線の救急業務を開始する。
- 1984年2月1日　救助工作車を塩山消防署へ配置する。
- 1994年3月28日　高規格救急自動車を塩山消防署へ配置する。
- 1996年1月1日　塩山消防署高規格救急隊が運用開始する。
- 1997年4月1日　東山梨行政事務組合が発足する。東山梨行政事務組合東山梨消防本部となる。
- 1998年4月13日　東山梨消防本部・塩山消防署新庁舎に移転し業務開始する。
- 1999年3月4日　高規格救急自動車を山梨消防署へ配置する。
- 1999年4月1日　山梨消防署高規格救急隊が運用開始する。
- 2000年4月1日　ポンプ隊と救急隊の連携（PA連携）の運用開始をする。
- 2004年10月12日　笛吹市誕生に伴い、山梨消防署春日居分署を東八消防本部（現：笛吹市消防本部）に移管する。
- 2005年3月22日　新・山梨市が誕生する。
- 2005年6月22日　　山梨消防署新庁舎に移転し業務開始する。
- 2005年11月1日　甲州市が誕生する。
- 2007年12月20日　東山梨行政事務組合東山梨消防本部Webサイトを開設する。
- 2009年3月24日　勝沼分署新庁舎に移転し業務開始する。
- 2011年3月14日　牧丘分署新庁舎で業務開始する。

### 組織
- 本部 - 総務課、消防課
- 消防署

### 消防署
| 消防署     | 住所                  | 分署                         |
| ---------- | --------------------- | ---------------------------- |
| 塩山消防署 | 甲州市塩山西広門田385 | 勝沼：甲州市勝沼町勝沼2059-2 |
| 山梨消防署 | 山梨市小原西100-1     | 牧丘：山梨市牧丘町室伏37-1   |